# Margot van Geffen

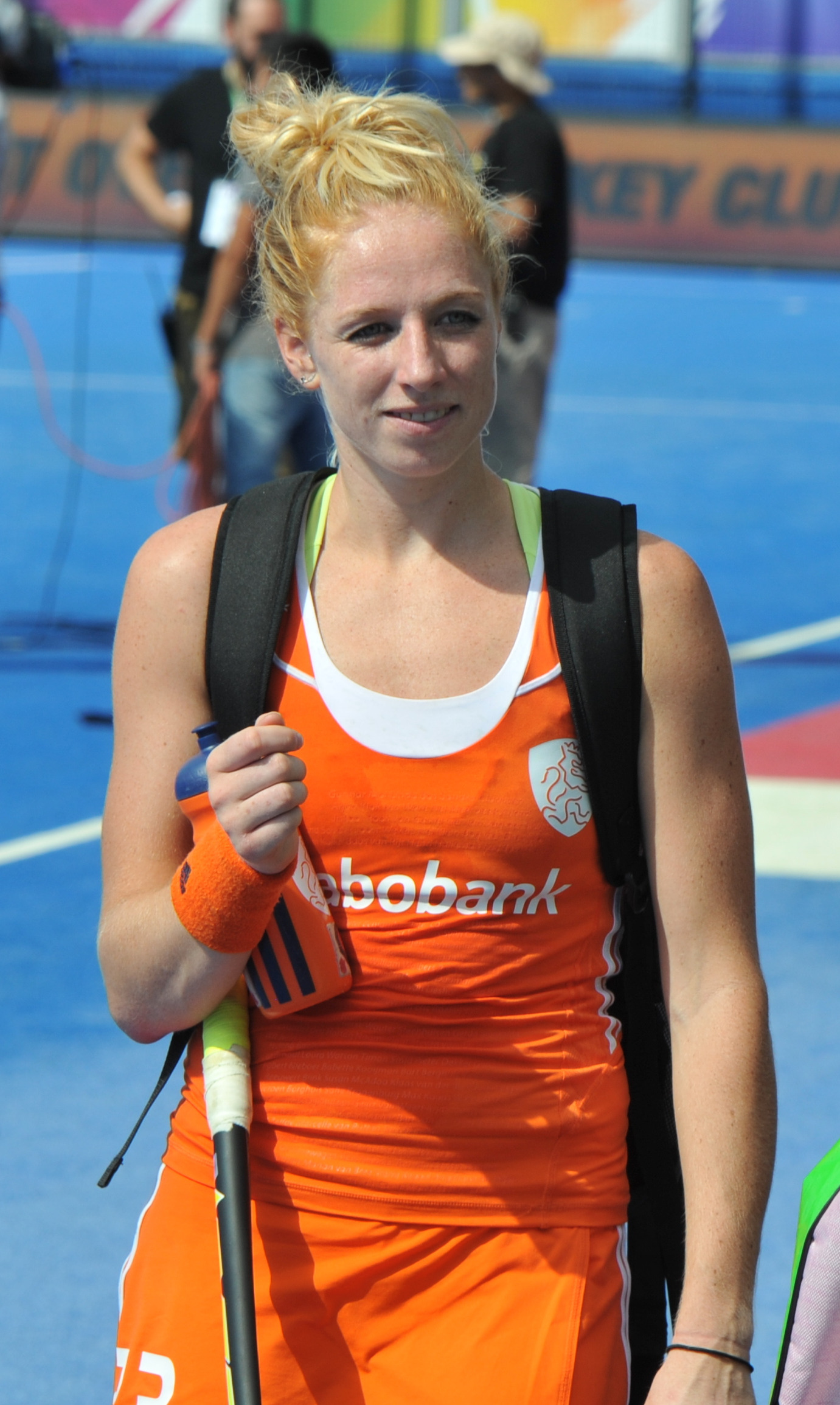
Margot van Geffen (2015)

Margot van Geffen (* 23. November 1989 in Tilburg) ist eine niederländische Hockeyspielerin. Sie war Olympiasiegerin 2012 sowie 2020 und gewann 2016 die olympische Silbermedaille. Zudem war sie Weltmeisterin 2014, 2018 und 2022 sowie Europameisterin 2011, 2017 und 2019.

## Leben
Die 1,72 m große Margot van Geffen vom HC ’s-Hertogenbosch debütierte 2011 in der Nationalmannschaft. Die Verteidigerin bestritt 240 Länderspiele, in denen sie 17 Tore erzielte.(Stand 17. Dezember 2022)
Ihren ersten internationalen Titel gewann sie bei der Europameisterschaft 2011, als die Niederländerinnen im Finale die deutsche Mannschaft mit 3:0 besiegten. Bei den Olympischen Spielen 2012 in London siegten die Niederländerinnen in ihrer Vorrundengruppe vor den Britinnen. Nach einem Halbfinalsieg im Shootout nach Verlängerung gegen die neuseeländische Mannschaft bezwangen die Niederländerinnen im Finale die Argentinierinnen mit 2:0. Nach einer Bronzemedaille bei der Europameisterschaft 2013 in Boom waren die Niederlande gastgebende Nation bei der Weltmeisterschaft 2014 in Den Haag. Die Niederländerinnen gewannen ihre Vorrundengruppe vor dem australischen Team, im direkten Vergleich gewannen die Niederländerinnen mit 2:0. Nach einem 4:0 im Halbfinale gegen Argentinien trafen die Niederländerinnen im Finale erneut auf die Australierinnen und siegten wieder mit 2:0. Bei der Europameisterschaft 2015 in London belegten die Niederländerinnen den zweiten Platz hinter den Engländerinnen.
2016 bei den Olympischen Spielen in Rio de Janeiro gewannen die Niederländerinnen ihre Vorrundengruppe vor den Neuseeländerinnen. Nach einem 3:2 gegen die argentinische Mannschaft im Viertelfinale und einem Halbfinalsieg nach Penaltyschießen gegen die deutschen Damen trafen die Niederländerinnen im Finale auf die britische Mannschaft und unterlagen im Penaltyschießen. Margot van Geffen, die im Halbfinale verwandelt hatte, verpasste ihren Versuch im Finale wie alle anderen Niederländerinnen. 2017 siegten die Niederländerinnen bei der Europameisterschaft in Amstelveen, wobei sie im Finale die Belgierinnen besiegten. Im Jahr darauf fand die Weltmeisterschaft in London statt. Die Niederländerinnen gewannen ihre Vorrundengruppe und bezwangen im Viertelfinale die englischen Gastgeberinnen. Nach einem Halbfinalsieg im Siebenmeterschießen gegen Australien trafen die Niederländerinnen im Finale auf die irische Mannschaft. Die Niederländerinnen gewannen das Finale mit 6:0. 2019 verteidigten die Niederländerinnen ihren Europameistertitel bei der Europameisterschaft in Antwerpen mit einem Finalsieg gegen die deutsche Mannschaft. Auch bei der Europameisterschaft 2021 in Amstelveen siegten die Niederländerinnen im Finale gegen die deutsche Mannschaft. Bei den Olympischen Spielen in Tokio gewannen die Niederländerinnen alle acht Spiele, im Finale bezwangen sie die Argentinierinnen mit 3:1.
Ein Jahr später bei der Weltmeisterschaft 2022 war van Geffen in allen sechs Spielen dabei. Im Halbfinale gewann die Mannschaft mit 1:0 gegen die Australierinnen. Im Finale siegten die Niederländerinnen mit 3:1 gegen Argentinien.